# Rafflesia lawangensis
Rafflesia lawangensis là một loài thực vật ký sinh thuộc chi Rafflesia. Nó chỉ được tìm thấy ở Bukit Lawang, một ngôi làng du lịch nhỏ ở Vườn quốc gia Gunung Leuser, Bắc Sumatra, Indonesia. Trước đây nó bị xác định nhầm là Rafflesia arnoldii, các bức ảnh chụp năm 2005 đã dẫn đến việc tách Rafflesia lawangensis thành một loài riêng biệt vào năm 2010.

## Khám phá
Rafflesia lawangensis được mô tả lần đầu tiên trong Tập 13 của Tạp chí Reinwardtia năm 2010. Mô tả đầu tiên được viết bởi K. Mat-Salleh, Ridha Mahyuni, Agus Susatya và J.F. Veldkamp. Địa điểm Bohorok, Bukit Lawang, trước đây được cho là môi trường sống có khả năng của cây Rafflesia, dựa trên thành phần thực vật tương tự như khu vực Lokop. Cuối cùng, các báo cáo về cây Rafflesia ở khu vực Bohorok đã được ghi nhận và bị gọi nhầm là thành viên của Rafflesia arnoldii. Tuy nhiên, không có tài liệu vật chất nào trong phòng mẫu cũng như không có ảnh chụp cây. Tình trạng này tiếp diễn cho đến năm 2005, khi Ewa Kamila Grzelczak chụp ảnh một bông hoa Rafflesia khác thường ở Bukit Lawang. Bức ảnh được gửi đến Đại học Quốc gia Malaysia, tại đây nó được xác định không phải là loài được giả định trước đó mà là một loài hoàn toàn mới. Đây là một trong ba loài Rafflesia mới được phát hiện ở Indonesia sau khi xử lý chi này ở Flora Malesiana vào năm 1997.

## Miêu tả
Chồi đực trưởng thành có đường kính 29–30 xentimét (11–12 in). Đường kính của hoa cái khi nở hoàn toàn là từ 58–63 xentimét (23–25 in). Các cánh hoa, được gọi là thùy bao hoa, có kích thước 24–25 nhân 19–25 xentimét (9,4 in–9,8 in × 7,5 in–9,8 in). Cây chủ yếu có màu từ cam đậm đến nâu đỏ, có nốt màu trắng đỏ với lớp lông ngắn và dày đặc. Đỉnh bông hoa có một kẽ hở gọi là màng ngăn, có hình vòng với chiều rộng 6 xentimét (2,4 in) cùng đường kính 31–33 xentimét (12–13 in). Kích thước tương đối của màng ngăn của cây được coi là rộng nhất trong số các loài Rafflesia được tìm thấy ở Sumatra, bằng hơn 80% đường kính của hoa và có thể so sánh với R. leonardi từ Luzon. Phấn hoa của R. lawangensis lớn hơn so với các loài có hoa lớn hơn khác cùng chi như R. keithii và R. kerrii.
Rafflesia lawangensis đã bị xác định nhầm là Rafflesia arnoldii var. arnoldii hoặc Rafflesia arnoldii var atjehensis. Nó tương tự như Rafflesia kerrii, khi cả hai cây đều có màng ngăn rất rộng, cấu trúc giống như cái bát mở ở giữa hoa, phía trong là các cơ quan sinh sản. Nó khác với R. arnoldii khi có những sợi lông mịn trên bề mặt thùy bao hoa, được xem là "cánh hoa" của hoa. Hoa R. lawangensis cũng nhỏ hơn hoa của R. arnoldii, hình dạng và màu sắc của nốt cũng khác nhau. Trong số các loài Rafflesia ở Sumatra, R. lawangensis đặc biệt ở chỗ không có nốt ở phần trên màng ngăn.

## Phân bố
Loài này được biết chỉ sinh sống tại một địa điểm duy nhất là Bukit Lawang, thuộc Vườn quốc gia Gunung Leuser ở Bắc Sumatra. Phạm vi phân bố của loài thực vật này trùng lặp với hai loài liên quan khác là R. micropylora và R. rochusenii, nhưng có thể dễ dàng phân biệt với hai loài này, ngoài các loài khác được tìm thấy ở Sumatra. Đây là một loại ký sinh của cây Tetrastigma coriaceum.

## Từ nguyên
Tên gọi cụ thể đề cập đến nơi có R. lawangensis sinh sống, Bukit Lawang.